# Gliese 22

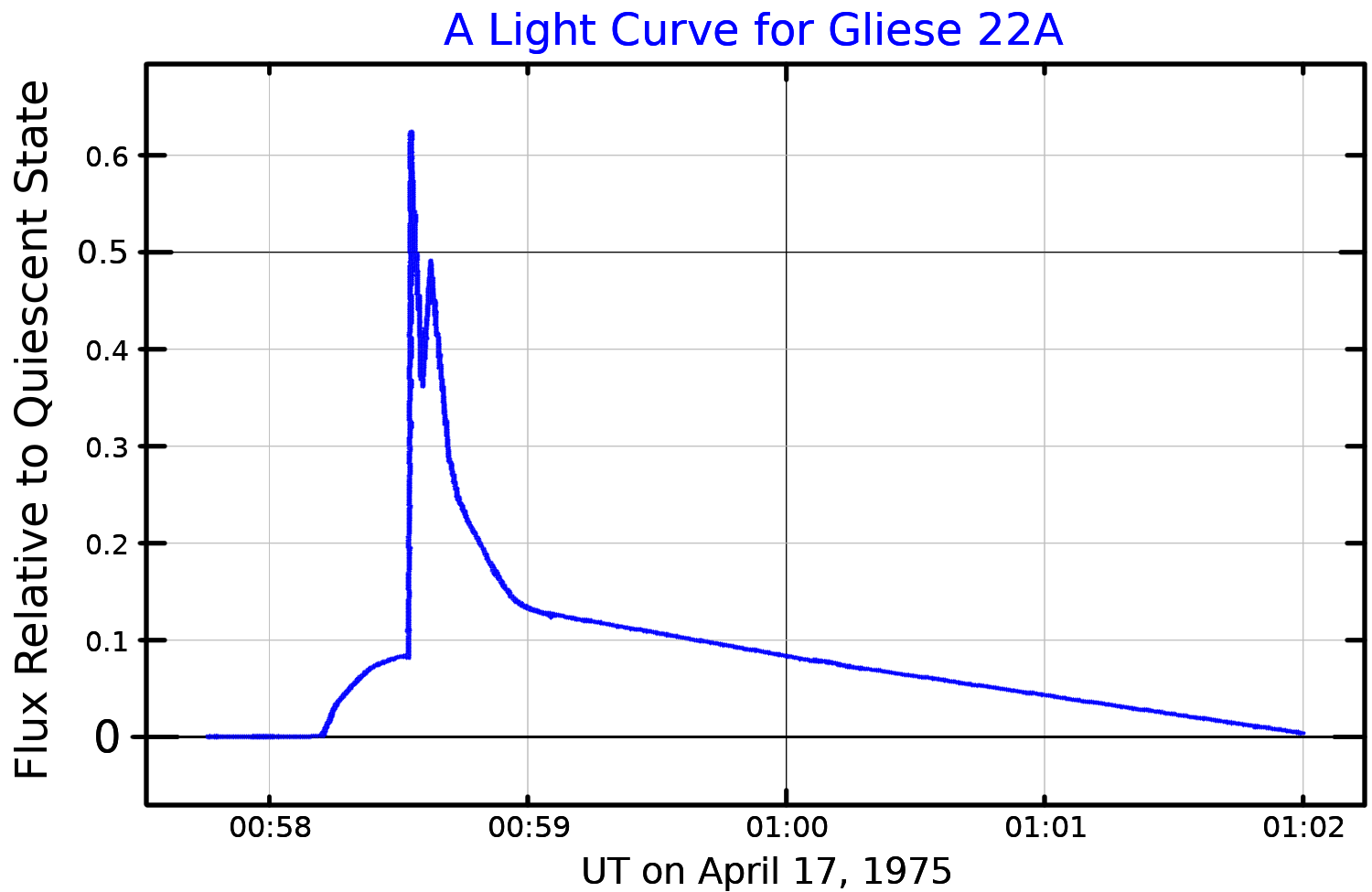
Lichtkromme van een flare van Gliese 22A

Gliese 22 is een viervoudige dubbelster. Zij bestaat uit drie hoofdreekssterren van het type M (componenten A, B en C), plus een bruine dwerg (component D), gelegen in het sterrenbeeld Cassiopeia op 33 lichtjaar van de Zon. Gliese 22 C heeft een onbevestigde exoplaneet (Gliese 22b).